# Jo Frost
Joanne "Jo" Frost (Londres, 27 de junio de 1970) es una niñera, escritora y presentadora de televisión inglesa, conocida por protagonizar la serie Supernanny en el Reino Unido.

## Biografía
Joanne Frost es una personalidad de televisión británica que aprovechó su experiencia de 28 años como niñera para el programa de “telerrealidad” Supernanny, en el que ella era la figura central. Se emitió por primera vez en el Reino Unido en 2004 y se ha diversificado en varios otros reality shows en países como el Reino Unido, los Estados Unidos, los Países Bajos o España. Con Jo Frost se abordaron cuestiones como la adicción y el abuso. Family Matters es un programa de entrevistas. 
Frost nació en Londres, Inglaterra. Ha escrito seis libros dedicados a la educación infantil, centrándose en los problemas de comportamiento y de falta de atención. Si bien ella empezó a trabajar con los niños en 1989, su popularidad y éxito llegó por su trabajo en el reality show, Supernanny (en Latinoamérica, Superniñera).

## Programas de televisión
- Supernanny UK (2004 - 2008)
- Supernanny USA (2005 - 2011)
- Jo Frost: Extreme Parental Guidance (2010 - 2012)[3]

## Libros publicados
- Supernanny: How To Get The Best From Your Children (2005)
- Ask Supernanny: What Every Parent Wants to Know (2006)
- Jo Frost's Confident Baby Care (2007)